# 성비
성비(性比)는 특정 집단 내에서의 성별의 비율을 말한다. 인간의 성비(Human sex ratio)는 본래 1:1이지만 남성의 비율이 약간 높도록 되어있다. 인간의 성비는 여성 100명당 남성의 수로 나타낸다. 여기서 100을 넘어가면 남초, 100 미만이면 여초로 분류하며 인구 조사에서도 사용된다.
피셔(Fisher)의 원리에 의해 설명된 바와 같이, 진화론적인 이유로 유성생식을 하는 종의 경우 이는 일반적으로 약 1:1이다. 그러나 많은 종은 주기적으로 또는 영구적으로 균등한 성비에서 벗어난다. 예로는 단위생식종, 진딧물, 일부 진사회성 말벌, 벌, 개미, 흰개미와 같은 주기적 교배 유기체가 있다.
인간의 성비는 인류학자와 인구통계학자들의 특별한 관심 대상이다. 인간 사회에서 출생 시 성비는 출생 시 산모의 나이, 성선택적 낙태, 영아 살해 등의 요인으로 인해 상당히 왜곡될 수 있다. 살충제 및 기타 환경 오염 물질에 대한 노출도 중요한 원인이 될 수 있다. 2014년 현재 전 세계 출생 성비는 남아 107명 대 여아 100명(여아 934명당 남아 1,000명)으로 추산된다.

## 피셔의 원리
피셔의 원리에 따라 진화적으로 안정한 전략으로 성비는 대체로 1:1이 되는 것으로 알려져 있다. W. D. 해밀턴(1967)은 그의 주장을 다음과 같이 요약했는데, 부모는 자식을 키우든 남자든 여자든 똑같은 투자를 한다고 가정했다:
1. 남성 출산이 여성보다 덜 흔하다고 가정한다.
2. 갓 태어난 수컷은 갓 태어난 암컷보다 교미 가능성이 더 높으므로 더 많은 자손을 낳을 것으로 기대할 수 있다.
3. 따라서 유전적으로 남성을 생산하는 부모는 평균보다 많은 수의 손자를 낳는 경향이 있다.
4. 그러므로 남성 출산 경향의 유전자가 퍼지고, 남성 출산이 더 흔해진다.
5. 1:1 성비가 가까워질수록 수컷을 낳는 이점은 사라진다.
6. 전체적으로 남성을 여성으로 대체하는 경우에도 동일한 추론이 적용된다. 그러므로 1:1이 균형비율이다.

현대 언어로 풀이하면 1:1 비율이 진화적으로 안정적인 전략(ESS)이다. 이 비율은 꿀벌(Macrotera Portalis)을 포함한 많은 종에서 관찰되었다. 댄포스(Danforth)가 수행한 연구에 따르면 남성과 여성의 수는 1:1 성비와 큰 차이가 없는 것으로 나타났다.

## 종류
성비는 수정될 때의 성비(1차 성비), 출생 성비(2차 성비), 생식 연령의 성비(3차 성비), 생식 연령 이후의 성비(4차 성비)로 나뉜다.

## 참고문헌
- Ansley J. Coale; Judith Banister (December 1996). “Five decades of missing females in China”. 《Proceedings of the American Philosophical Society》 140 (4): 421–450. JSTOR 987286. Also printed as Coale, Ansley J.; Banister, Judith (Aug 1994). “Five decades of missing females in China.”. 《Demography》 31 (3): 459–79. doi:10.2307/2061752. JSTOR 2061752. PMID 7828766. S2CID 24724998.
- Nishimura K, Jahn GC (1996). “Sex allocation of three solitary ectoparasitic wasp species on bean weevil larvae: sex ratio change with host quality and local mate competition”. 《Journal of Ethology》 14 (1): 27–34. doi:10.1007/BF02350089. S2CID 10590797.
- Trivers R.L.; Willard D.E. (1973). “Natural selection of parental ability to vary the sex ratio of offspring”. 《Science》 179 (4068): 90–2. Bibcode:1973Sci...179...90T. doi:10.1126/science.179.4068.90. PMID 4682135. S2CID 29326420.
- Rath, R.M., and Mishra A.K. (2005). Techniques for Sex Ratio Analysis. Association of Professional Geographers.

## 같이 보기
- 작동 성비
- 성비에 따른 나라 목록
- 인구변천
- 성별 선택
- 인구 피라미드